# Circulaire IT
Circulaire IT is hardware, zoals desktopcomputers, laptops, netwerkapparatuur en servers, die na een periode van gebruik een opknapbeurt krijgt om opnieuw gebruikt te worden. Het doel naast het verlengen van de levensduur van de apparatuur is vermindering van de uitstoot van broeikasgassen veroorzaakt tijdens de productie van nieuwe hardware, minder verbruik van (schaarse) grondstoffen en het verminderen van de hoeveelheid elektronisch afval (e-waste). Circulaire IT helpt in het bestrijden van mondiale problemen als klimaatverandering door opwarming van de aarde en verlies van biodiversiteit.
Circulaire IT levert een bijdrage aan de overgang naar een meer circulaire economie, waarin de waarde van producten, materialen en hulpbronnen in de economie zo lang mogelijk kan worden behouden en de afvalproductie tot een minimum wordt beperkt. Het is een model van productie en consumptie waarin gedeeld, geleased, hergebruikt, gerepareerd, gerefurbished en gerecycled wordt om producten en materialen zo lang mogelijk te gebruiken. De Europese Commissie en de Nederlandse overheid streven naar een duurzame, koolstofarme, hulpbronnenefficiënte en concurrerende economie.

## Werking van circulaire IT
De gedachte achter circulaire IT is hardware langer te gebruiken. De gemiddelde levensduur van een pc of een laptop is volgens de consumentenbond drie tot vijf jaar. Een smartphone wordt gemiddeld na 2,5 jaar vervangen door een nieuwe. Bij de productie van IT-hardware komen relatief veel broeikasgassen vrij en worden veel (schaarse) grondstoffen verwerkt. Als een apparaat langer wordt gebruikt is dat beter voor het milieu, omdat er geen vervangend nieuw apparaat aangeschaft hoeft te worden.
IT-apparatuur wordt in de zakelijk wereld doorgaans vervangen als deze is afgeschreven. Desktopcomputers en laptops zijn na de eerste periode van gebruik niet waardeloos of onbruikbaar geworden. Wanneer de apparatuur een opknapbeurt krijgt kan deze probleemloos opnieuw een aantal jaren worden gebruikt, zonder dat de gebruiker te maken krijgt met mindere prestaties. Er zijn bedrijven die gespecialiseerd zijn in het opknappen van gebruikte IT-hardware en deze te koop aanbieden. Deze bedrijven maken de gebruikte apparatuur schoon, repareren of vervangen onderdelen die niet goed meer werken, ontdoen ze van alle data die in de apparatuur aanwezig is geweest en controleren de apparatuur op correcte werking. Dit proces wordt refurbishment genoemd. De koper van een laptop die dit proces heeft doorlopen, kan rekenen op een schone en goed functionerende machine en profiteert van een aanzienlijke korting op het aankoopbedrag, vergeleken bij de nieuwprijs.

## Refurbishment
Tijdens het refurbishment-proces doorloopt IT-hardware een aantal stappen in een vaste volgorde. Het proces verschilt per productcategorie, maar voor alle exemplaren binnen die categorie is de behandeling exact hetzelfde. Zo krijgt een beeldscherm een andere behandeling dan bijvoorbeeld een laptop.
Bij binnenkomst wordt de apparatuur ingedeeld op vervolg-potentie en refurb-succes, een eerste test waar niet alles wat binnengebracht wordt doorheen komt. Vaak is maar een klein deel van de machines zo oud, achterhaald of zo beschadigd dat het niet zinvol is deze op te knappen. Die apparatuur wordt uit elkaar gehaald en de onderdelen of materialen worden waar mogelijk opnieuw gebruikt of gerecycled.
Vervolgens wordt de hardware gecontroleerd op uiterlijk en werking. Daarna worden de binnenkant en de buitenkant schoongemaakt en ontdaan van stickers, lijmresten en vingerafdrukken. Soms krijgt de behuizing een ‘wrap’ zodat die er weer als nieuw uitziet.
Alle gegevens die aanwezig zijn in de opslagmedia van een laptop of een desktop moet verwijderd worden. Dit onderdeel neemt flink wat tijd in beslag, omdat deze media geheel opnieuw moet worden beschreven met lege inhoud (vergelijkbaar met het uitgummen van alle pagina's in een schrift).
Een laptop kan een nieuw toetsenbord nodig hebben omdat de oude niet goed meer werkt. Hetzelfde kan gelden voor een accu of een beeldscherm. In het geval van een toetsenbord voor een laptop wordt er door de fabrikant van de laptop een nieuw toetsenbord geleverd, die handmatig wordt geplaatst.
Dan volgt de tweede controle van de kwaliteit van elk afzonderlijk exemplaar, die wordt aangesloten en een volledig automatische controle van elk onderdeel en functie ondergaat. Doorstaat de machine de test, dan krijgt deze een certificaat met kwaliteitsgarantie. Is dat niet het geval dan ondergaat gaat de machine opnieuw een beoordeling en volgt er een diagnose van het probleem en hoe het opgelost moet worden. Is het probleem te groot en de reparatie te ingrijpend of te duur, dan gaat de machine alsnog het recycletraject in.
Nu is de hardware klaar voor een nieuwe ronde van gebruik. Deze wordt verpakt en verzonden naar de nieuwe gebruiker.